# Achtjom Tschijgos

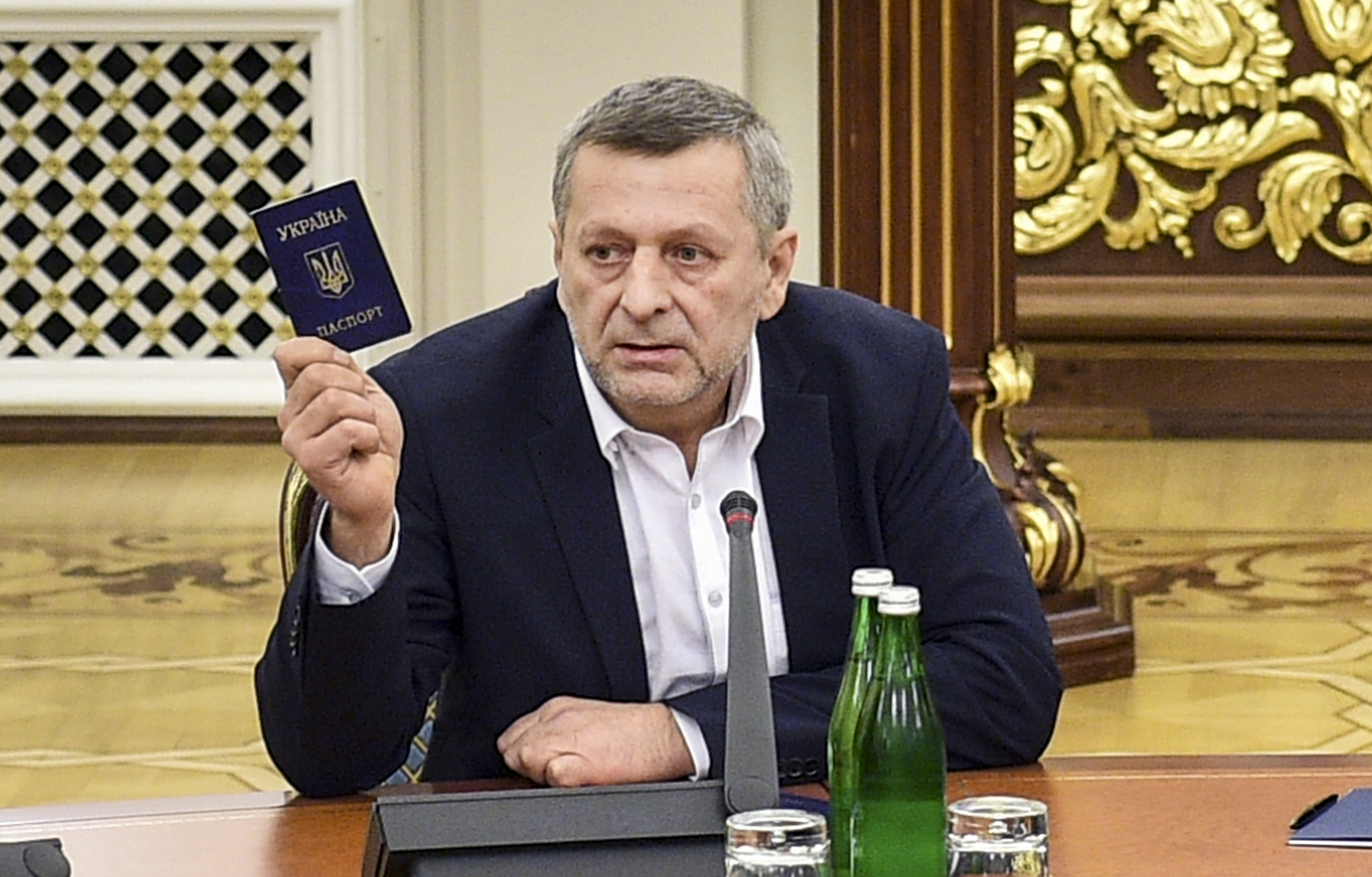
Achtjom Tschijgos (2017)

Achtjom Tschijgos (auch Achtjom Tschigos; krimtatarisch Ahtem Zeytulla oğlu Çiygoz; ukrainisch Ахтем Зейтуллайович Чийгоз Achtem Sejtullaiowytsch Tschyjhos; * 14. Dezember 1964 in der Stadt Bulungʻur, Oblast Samarkand, Usbekische Sozialistische Sowjetrepublik, UdSSR) ist ein ukrainisch-krimtatarischer Politiker.

## Leben
Die Familie von Tschijgos lebte zwischen 1979 und 1989 in der Region Kuban, bevor sie auf die historische Heimat Krim gezogen ist. Kurze Zeit später begann er seine öffentliche Tätigkeit. 1991 wurde er in die Selbstverwaltungsorgane der Krimtataren gewählt. Bis Ende der 1990er Jahre arbeitete Tschijgos als Tischler in einem privaten Unternehmen im Dorf Plodovoye, war auch als Mitarbeiter einer mobilen mechanisierten Kolonne (PMK) in Bachtschyssaraj tätig.
Von 2002 bis 2010 war Tschijgos Ratsmitglied der Repräsentanten der Krimtataren beim Präsidenten der Ukraine.
Tschijgos wurde 2008 zum stellvertretenden Vorsitzenden der Medschlis des Krimtatarischen Volkes ernannt.
Nach der Annexion der Krim 2014 wurde er im Januar 2015 von den russischen Behörden unter dem Vorwurf der „Organisation von Massenunruhen“ verhaftet. Tschijgos wird vorgeworfen, am 26. Februar 2014 – mehrere Tage vor der Annexion – mit fünf anderen Krimtataren für Unruhen gesorgt haben als es vor dem Parlamentsgebäude in Simferopol zu Zusammenstößen zwischen Krimtateren und kremltreuen „Selbstverteidigungs-Milizen“ gekommen war. Am 26. Februar war die Krim auch nach russischer Lesart noch Teil der Ukraine und die angeklagten Männer ukrainische Staatsbürger. Den Ukrainern wurde nach russischem Recht der Prozess gemacht. Laut humanitärem Völkerrecht muss eine Besatzungsmacht die geltenden Gesetze des besetzten Gebietes respektieren. Unter Missachtung dieser Verpflichtung hat Russland ukrainische durch russische Gesetze ersetzt und die Krim dem russischen Rechtssystem unterstellt. Seitdem findet russisches Strafrecht Anwendung – in einigen Fällen rückwirkend auf Ereignisse vor der Annexion wie im Fall Tschijgos. Die Menschenrechtsorganisation Amnesty International bezeichnete die Anklage als „konstruiert“. Die russische Menschenrechtsorganisation Memorial sieht den Prozess als Teil einer Kampagne der russischen Regierung, jeden Widerstand und anderslautende Meinungen auf der Krim zu unterdrücken.
Der Prozess gegen Tschijgos begann im Dezember 2015. Mehrere Zeugen, die von den russischen Behörden aufgerufen wurden, widersprachen den Anklagepunkten und sagten, dass Tschijgos keine Unruhen angestiftet habe. Personen, die als geschädigte Partei vorgestellt wurden, sagten, dass ihnen kein Schaden entstanden sei. Zwei der anderen angeklagten Krimtataren sagten aus, dass sie unter Druck gesetzt wurden, falsche Aussagen zu machen, um Tschijgos zu belasten. Dafür sei ihnen Strafmilderung in Aussicht gestellt worden. Unter einer nie zuvor verwendeten Klausel im russischen Strafrecht wurde Tschijgos der Zugang zum Gerichtssaal verwehrt, sodass er den Prozess aus dem Untersuchungsgefängnis mitansehen musste, ohne direkt mit seinem Anwalt kommunizieren zu können. Ein Zeuge, der den über Skype zugeschalteten Tschijgos identifizieren sollte, sagte, dass er den Mann nie zuvor gesehen habe. Von den 153 vernommenen Zeugen sagten nur drei aus, dass sie Tschijgos beim Anstiften von Protesten gesehen haben. Davon waren zwei „geheime Zeugen“, die per Videoverbindung mit versteckten Gesichtern aussagten. Viele der Zeugen gehörten zu prorussischen „Selbstverteidigungs-Milizen“, die laut Aussagen nicht spontan entstanden waren, sondern mit Unterstützung der Partei „Russische Einheit“ gegründet und mit Kampfausrüstung ausgestattet wurden.
Am 11. September 2017 wurde Tschijgos von einem russischen Gericht zu acht Jahren Lagerhaft verurteilt. Die Begründung des Gerichts lautete, wie bei der Verhaftung, er sei an der Organisation von Massenunruhen am 26. Februar 2014 beteiligt gewesen. Am 25. Oktober 2017 wurde Tschijgos freigelassen und in die Türkei geflogen. Der ukrainische Präsident Petro Poroschenko bedankte sich bei seinem türkischen Amtskollegen Recep Tayyip Erdoğan für dessen Rolle in der Befreiung von Tschijgos.
Bei der Parlamentswahl in der Ukraine 2019 ist Tschijgos für die Partei Europäische Solidarität in das ukrainische Parlament gewählt worden.

## Ehrungen
Im August 2017 erhielt Tschijgos den Verdienstorden der Ukraine III. Klasse.